# Pouzols
Pouzols is een gemeente in het Franse departement Hérault (regio Occitanie). De plaats maakt deel uit van het arrondissement Lodève. Pouzols telde op 1 januari 2022 956 inwoners.

## Geografie
De oppervlakte van Pouzols bedroeg op 1 januari 2022 2,96 vierkante kilometer; de bevolkingsdichtheid was toen 323 inwoners per km².

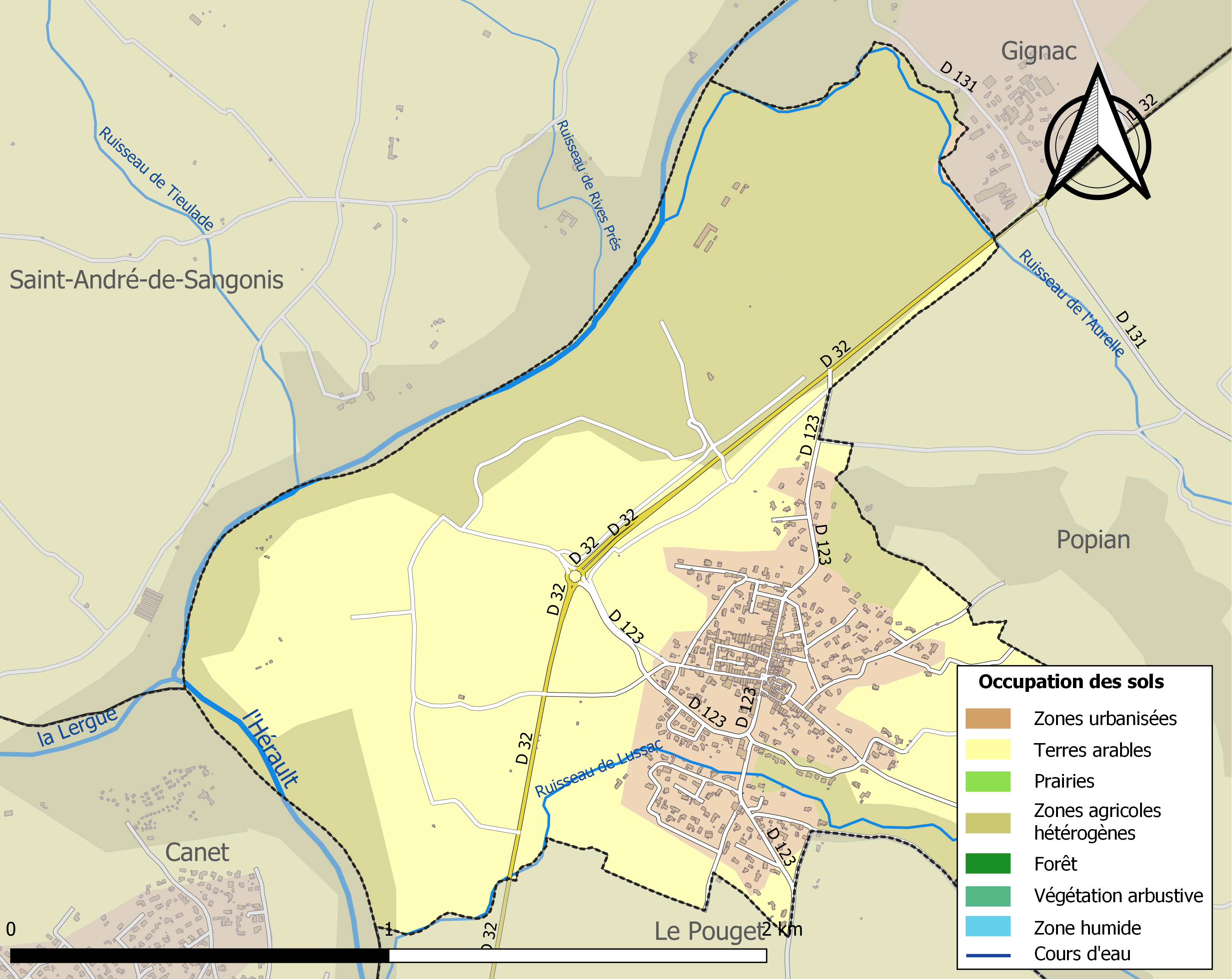
Kaart van de gemeente met belangrijkste infrastructuur, bodemgebruik en omliggende gemeenten

## Demografie
Onderstaande figuur toont het verloop van het inwonertal (bron: INSEE-tellingen).